# Judo under Middelhavslegene 2001
Judo under Middelhavslegene 2001 blev afholdt i Tunis, Tunesien fra den 28. til 1 Juli 2001.

## Medaljevindere

### Mænd
| Event   | Guld               | Sølv                 | Bronze                                 |
| ------- | ------------------ | -------------------- | -------------------------------------- |
| 60 kg   | Anis Lounifi       | Giovanni Carella     | Abdelouahed Chorfi Roberto Cueto       |
| 66 kg   | Benjamin Darbelet  | Miloš Mijalković     | Donato Erra Amar Meridja               |
| 73 kg   | Christophe Massina | Deniz Şilli          | Nourredine Yagoubi Haithan El Hossainy |
| 81 kg   | Roberto Meloni     | Salim Boutabcha      | Aboumedan El Sayed Andrija Đurišić     |
| 90 kg   | Vincenzo Carabetta | Khaled Meddah        | Yiannis Tsaparas David Alarza          |
| 100 kg  | Bassel El Gharbawy | Christophe Lagarde   | Michele Monti Sadok Khalgui            |
| +100 kg | Denis Braidotti    | Mohammed Bouaichaoui | Matthieu Bataille Anis Chedly          |

### Kvinder
| Event  | Guld             | Sølv              | Bronze                          |
| ------ | ---------------- | ----------------- | ------------------------------- |
| 48 kg  | Neşe Şensoy      | Giuseppina Macrì  | Sarah Nichilo Hajer Barhoumi    |
| 52 kg  | Salima Souakri   | Antonia Cuomo     | Petra Nareks Virginie Marie     |
| 57 kg  | Cinzia Cavazzuti | Karima Dhaouadi   | Lynda Mekzine Fanny Riaboff     |
| 63 kg  | Ylenia Scapin    | Lucie Decosse     | Zoubida Bouyacoub Fatma M'Badra |
| 70 kg  | Rasa Sraka       | Rachida Ouardane  | Amina Abdellatif Cecilia Blanco |
| 78 kg  | Lucia Morico     | Sandra Borderieux | Henar Parra Houda Ben Daya      |
| +78 kg | Heba Hefny       | Clementina Papa   | Mara Kovačević Susana Somolinos |

## Medaljer
| Plads | Land                  | Guld | Sølv | Bronze | Total |
| ----- | --------------------- | ---- | ---- | ------ | ----- |
| 1     | Italien               | 5    | 4    | 2      | 11    |
| 2     | Frankrig              | 3    | 3    | 5      | 11    |
| 3     | Egypten               | 2    | 0    | 2      | 4     |
| 4     | Algeriet              | 1    | 4    | 4      | 9     |
| 5     | Tunesien              | 1    | 1    | 5      | 7     |
| 6     | Tyrkiet               | 1    | 1    | 0      | 2     |
| 7     | Slovenien             | 1    | 0    | 1      | 2     |
| 8     | Serbien og Montenegro | 0    | 1    | 2      | 3     |
| 9     | Spanien               | 0    | 0    | 5      | 5     |
| 10    | Grækenland            | 0    | 0    | 1      | 1     |
| 10    | Marokko               | 0    | 0    | 1      | 1     |
| Total | Total                 | 14   | 14   | 28     | 56    |